# جبل شجرة التنوب (نيويورك)
جبل شجرة التنوب، هو جبل يقع في سلسلة جبال كايادروسيراس في مدينة كورنث في مقاطعة ساراتوغا بنيويورك، يمكن الوصول إلى تلك القمة التي يبلغ ارتفاعها 2,005 قدمًا (611 مترًا) عبر مسار بطول 1.3 ميل (2.1 كم) ويعلوه برج النار الذي ارتفاعه 73 قدمًا (22 مترًا) وهو يوفر إطلالة بانورامية تزيد عن 120 ميلًا (190 كم) من آديرونداكس  إلى كاتسكيلز، ومن الشرق إلى فيرمونت، قد بُني هذا البرج في عام 1928 وتم تجديده في عام 2015، هو واحد من الأبراج الـ 23 فقط المتبقية في جبال أديرونداك.

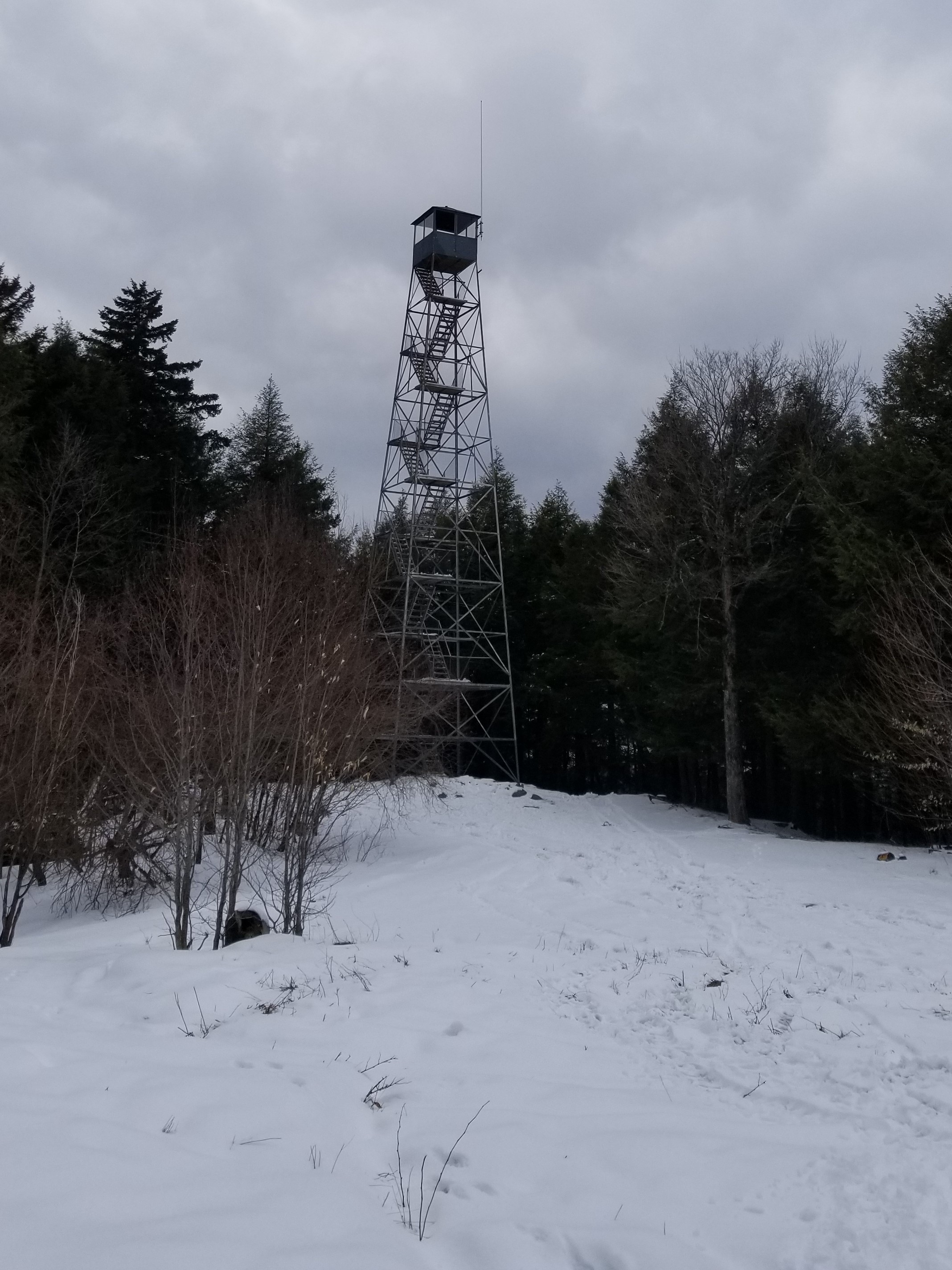
برج النار في جبل سبروس كما شوهد في أبريل 2018

## روابط خارجية
- "Spruce Mountain Firetower". Alltrails.com. مؤرشف من الأصل في 2016-10-01. اطلع عليه بتاريخ 2016-06-10.